# Maddi Jane
Maddi Jane eigentlich Madeleine Jane Gray (* 4. September 1998 in Chicago, Illinois) ist eine US-amerikanische Sängerin, die durch ihre Coverversionen bekannter Lieder auf YouTube bekannt wurde. Ihr YouTube-Kanal hat über 400 Millionen Zugriffe auf ihre Videos (Stand Januar 2018). Sie war bereits mehrfach in den Billboard Social 50 Charts; mit ihrem Cover von Rolling in the Deep stieg sie bis auf Platz 4.

## Erfolge
Mittlerweile zählt ihr YouTube-Account etwa 1,5 Millionen Abonnenten (Stand Februar 2018). Ihr meistgesehenes Video ist die Coverversion von Price Tag (Jessie J). Am 3. Juni 2010 war Maddi Jane auf Platz 4 der Billboards-Liste von Künstlern, die nicht in den Charts vertreten sind. Am 12. Mai 2010 trat sie in der The Ellen DeGeneres Show von Ellen DeGeneres auf, wo sie Breakeven von The Script sang, als sie in Ellen’s Wonderful Web of Wonderment erschien.
Ihr Song Barricade war Ende 2012 Teil des Soundtracks zum Sydney-New-Year’s-Eve-Feuerwerk. Dieses Silvester-Feuerwerk findet an der Sydney Harbour Bridge statt und lockt jährlich ungefähr 1,5 Millionen Zuschauer an. Über eine Milliarde Zuschauer weltweit verfolgen das Ereignis im Fernsehen. Weiterhin ist sie auf dem von Ringo Starr anlässlich des Weltfriedenstages 2016 veröffentlichten Lied Now the Time Has Come zu hören.

## Veröffentlichungen
Bislang sind von Maddi Jane mehrere Veröffentlichungen ausschließlich in digitaler Form erschienen. Diese bestehen zu einem Großteil aus Coverversionen, die auch auf YouTube publiziert werden. Der Vertrieb erfolgt über Downloadportale wie dem iTunes Store und Amazon.
| Veröffentlichungen                                                | |
| Veröffentlichung                                                  | Titel |
| Unreleased (EP) – EP erschienen am 18.08.2011                     | Breakeven (Acoustic) Impossible (Acoustic) That Should Be Me (Acoustic) nie auf Youtube veröffentlicht Just The Way You Are (Acoustic) Secrets (Acoustic) |
| Rolling In the Deep (Live) – Single erschienen am 20.05.2011      | Rolling In the Deep (Live) |
| Price Tag (Live) – Single erschienen am 25.03.2011                | Price Tag (Live) |
| Jar of Hearts (Live) – Single erschienen am 25.02.2011            | Jar of Hearts (Live) |
| If This Was a Movie – Single erschienen am 11.11.2011             | If This Was a Movie |
| Skyscraper (Live) – Single erschienen am 26.01.2012               | Skyscraper (Live) |
| Barricade – Single erschienen am 05.06.2012                       | Barricade |
| All I Want for Christmas Is You – Single erschienen am 18.12.2012 | All I Want for Christmas Is You |

Es existiert ein weiterer Coversong, in dem Maddi Jane den Titel Mine von Taylor Swift covert, dieses wurde jedoch nie über iTunes vertrieben und wurde am 11. August 2011 auf YouTube als privat eingestuft und somit gegen uneingeschränkten Zugriff geschützt.